# Langblättriges Hasenohr
Das Langblättrige Hasenohr (Bupleurum longifolium), auch als Wald-Hasenohr bezeichnet, ist eine Pflanzenart aus der Gattung der Hasenohren (Bupleurum) innerhalb der Familie der Doldenblütler (Apiaceae).

## Beschreibung

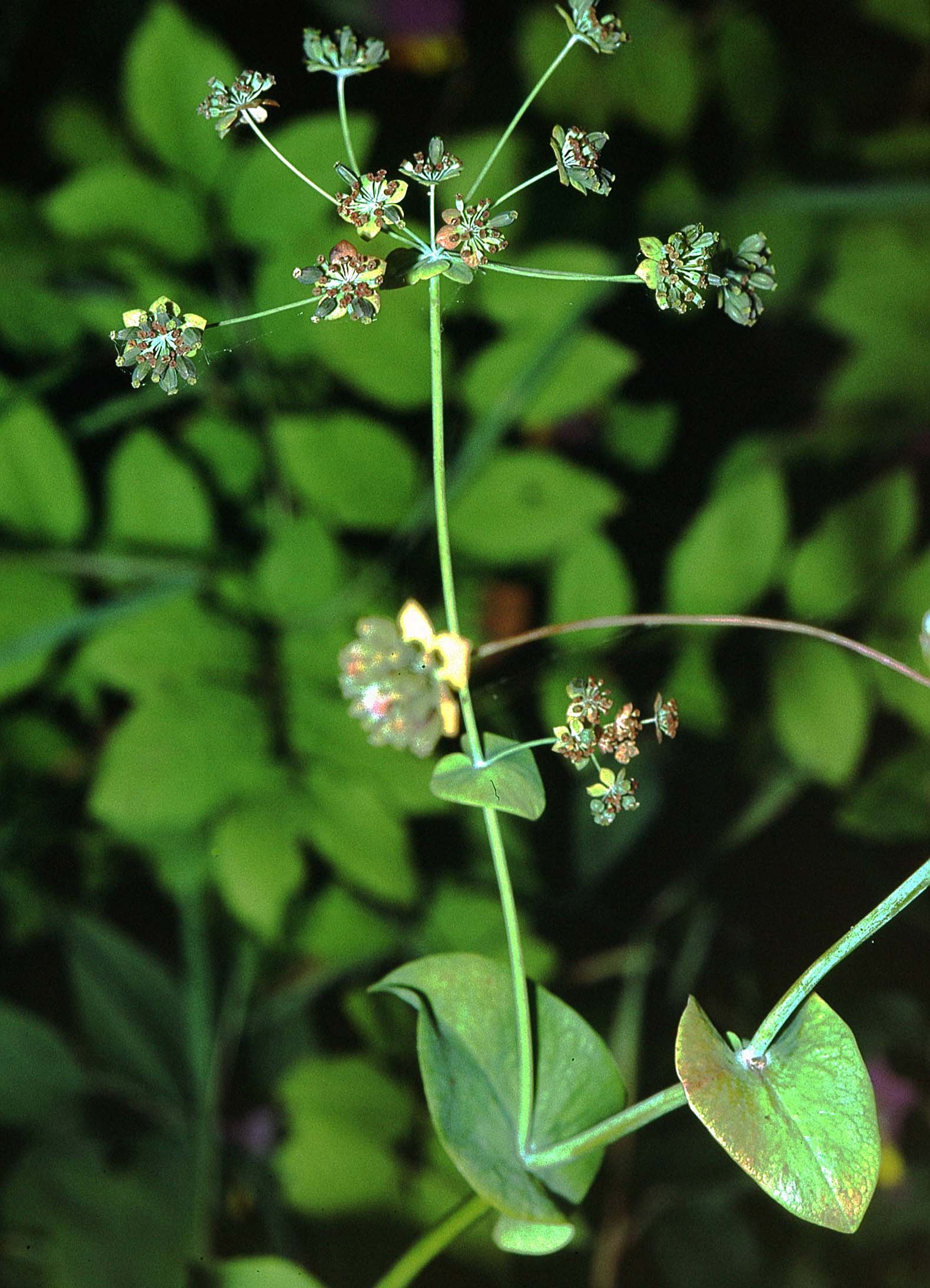
Blütenstand mit unreifen Früchten

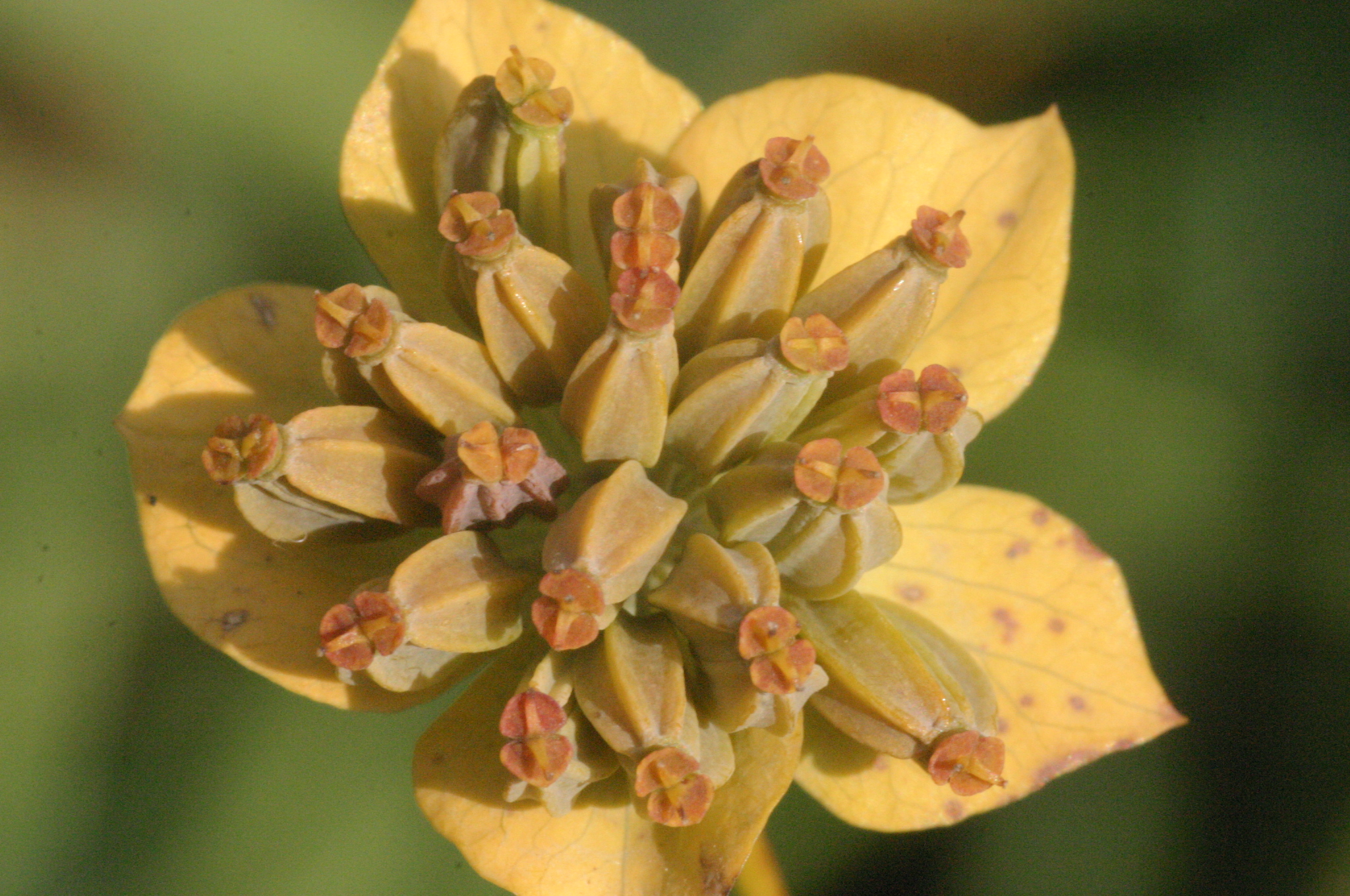
Döldchen mit Früchten

### Vegetative Merkmale
Das Langblättrige Hasenohr wächst als ausdauernde krautige Pflanze und erreicht Wuchshöhe von 30 bis 100 Zentimetern. Bisweilen stirbt sie nach der ersten Samenreife ab. Pro Pflanzenexemplar können sich ein bis mehrere Stängel entwickeln. Die aufrecht wachsenden, stielrunden, weißlich-grün oder grünlich-roten Stängel sind im oberen Bereich verzweigt, selten bildet sich die Verzweigung bereits im unteren Teil des Stängels aus.
Die Laubblätter sind wechselständig am Stängel angeordnet. Die Blattspreite besitzen einen Mittelnerv und gegen den Blattrand zu zeigen sich bogenförmig verlaufende, sich netzig auflösende Seitennerven. Die unteren Laubblätter sind in einen scheidenförmigen Blattstiel verschmälert. Die mittleren und oberen Laubblätter sind sitzend und mit einem tief-herzförmigen Grund stängelumfassend.

### Generative Merkmale
Die Blütezeit reicht von Juni bis August. Der Blütenstand des Langblättrigen Hasenohrs entspricht dem einer Doppeldolde. Der Stiel der Dolde ist etwa so lang wie die Dolde. Die fünf bis zehn dünnen, etwas kantigen Strahlen der Dolde sind bis zu 7 Zentimeter lang. Die drei bis vier ungleichen Hüllblätter der Dolde sind bei einer Länge von 0,5 bis 3 Zentimetern sowie einer Breite von 0,5 bis 2 Zentimetern verkehrteiförmig oder breiteiförmig bis lanzettlich oder annähernd kreisrund. Die Blattspitze der Hüllblätter kann stumpf oder plötzlich stark zugespitzt ausgeprägt sein. Die fünf bis elf Blattnerven verlaufen handförmig. 
Sowohl die Hüllblätter als auch die Hüllchenblätter der Döldchen besitzen eine dünne Textur. Bei grüner Blattfärbung sind sie beinahe undurchsichtig, bei grüngelblicher oder gelblicher Farbgebung halbdurchscheinend. Selten sind sie grünpurpur gefärbt.
Die lockerstehenden Döldchen mit fädlichen Döldchenstrahlen besitzen fünf bis acht Hüllchenblätter. Sie sind an der Basis sehr kurz, in sehr seltenen Fällen teilweise oder auch gesamt fast bis zur Mitte verwachsen. Ihre Form ist länglich-lanzettlich bis beinahe kreisrund, in jedem Fall mehr oder weniger lang zugespitzt. Die Spitze kann stumpf oder spitz ausgeprägt sein. Die 3-7nervigen Hüllchenblätter sind so lang oder länger als das Döldchen. Die Döldchen enthalten etwa 20 Blüten; sie werden zur Anthese von den Hüllchenblättern überragt oder sind gleich lang oder insbesondere an den Seitendolden kürzer.
Die Blüte ist zwittrig. Die stark ausgehöhlten, gold-gelben Kronblätter sind bei einer Länge von 0,7 bis 0,8 Millimetern sowie einer Breite von 1 bis 1,3 Millimetern halbkreisförmig oder breit verkehrt-dreieckig und mit einem fast quadratischen eingeschlagenen Läppchen versehen.
Die Frucht entspricht einer zweiteiligen Spaltfrucht. Die ellipsoid-länglich geformte Frucht ist 4 bis 5,5 Millimeter lang. Ihre Dicke am größten Querdurchmesser beträgt ca. 2,5 Millimeter. Sie ist braun oder schwärzlich gefärbt, dabei glänzend. Die fädlichen bis schwach geflügelten Rippen sind hellbraun. Die schwach gekrümmte Teilfrucht besitzt einen rundlich-sternförmigen Querschnitt. Die flache Fugenfläche hat zwei bis vier Ölstriemen, die Tälchen je zwei bis drei. Die Gefäßbündel der dicken Fruchtwand sind deutlich ausgeprägt.
Die Chromosomenzahl beträgt 2n = 16.

## Ökologie
An Pilz-Arten wurden Puccinia bupleuri-falcati und Leptosphaeria modesta am Langblättrigen Hasenohr beobachtet. Die Larve von Schizomyia pimpinellae lebt in der Frucht.

## Vorkommen
Das Langblättrige Hasenohr ist von Süd-, Mittel- und Osteuropa bis ins südliche Russland weitverbreitet. In Mitteleuropa kommt es in der Unterart Bupleurum longifolium subsp. longifolium zerstreut bis selten vor. Es dringt von Südengland bis nach Südeuropa und die Karpaten vor und besiedelt Höhenlagen von 400 bis 2000 Metern. Seine Bestände in Österreich und der Schweiz sind zerstreut bis selten, gebietsweise gilt es als „gefährdet“. Bupleurum longifolium kommt in Deutschland in der Mitte und im Süden zerstreut bis selten vor. Sehr selten ist es auch in den Allgäuer- und Berchtesgadener Alpen zu finden, wo es auf einer Höhenlage von bis zu 1800 Meter im Tiroler Teil der Allgäuer Alpen am Schartschrofen bis 1870 Meter aufsteigt. Im Kanton St. Gallen erreicht es am Speer bis zu einer Höhenlage von bis 1950 Meter (?) und bei den Churfirsten bis 1800 Meter.

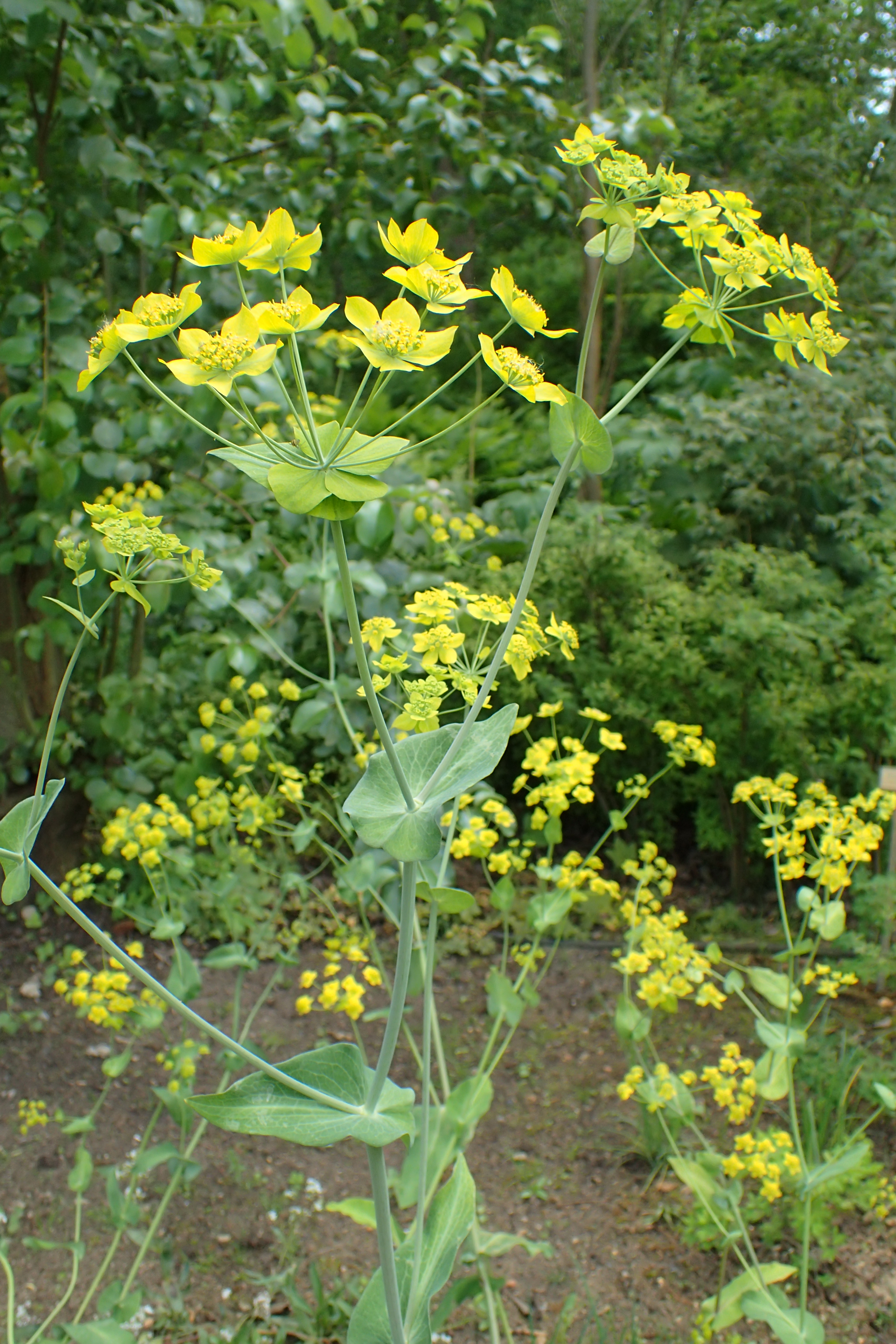
Bupleurum longifolium subsp. aureum

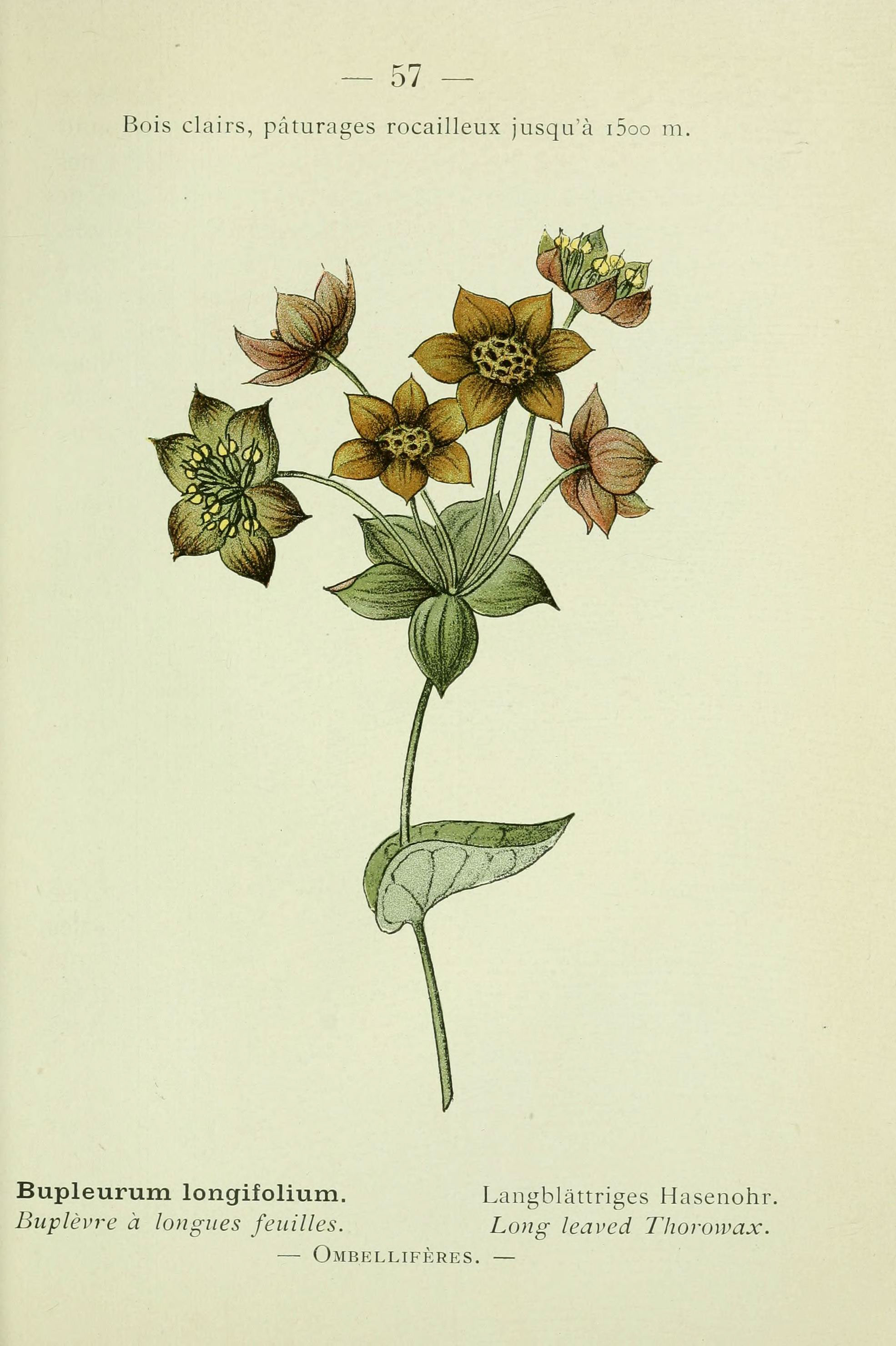
Illustration aus Nouvelle flore coloriée de poche des Alpes et des Pyrénées

Bupleurum longifolium wächst in Laubmischwaldgesellschaften, Buchenwäldern, an Waldrändern, in Gebüschen und Hochstaudenfluren. Es gedeiht meist auf mehr oder weniger frischen, nährstoffreichen, meist kalkhaltigen, tonigen oder lehmigen Böden.
Die ökologischen Zeigerwerte nach Landolt et al. 2010 sind in der Schweiz: Feuchtezahl F = 2+ (frisch), Lichtzahl L = 3 (halbschattig), Reaktionszahl R = 4 (neutral bis basisch), Temperaturzahl T = 3 (montan), Nährstoffzahl N = 3 (mäßig nährstoffarm bis mäßig nährstoffreich), Kontinentalitätszahl K = 4 (subkontinental).
Das Langblättrige Hasenohr ist eine Charakterart der Assoziation Hasenohr-Laserkraut-Saum (Bupleuro longifolii-Laserpitietum latifolii) im Verband der thermophilen Saumgesellschaften (Verband Geranion sanguinei). Diese montane Saumgesellschaft erstreckt sich in Hochlagen von der Schwäbischen Alb bis zum Steigerwald. Neben den namensgebenden Charakterarten Breitblättriges Laserkraut und Langblättriges Hasenohr bestimmen Wald-Witwenblume, Berg-Distel, Blaugrüne Segge, Wald-Storchschnabel, Hasenlattich, Große Bibernelle und Ochsenauge das Bild der Assoziation. Innerhalb der Ordnung Nordisch-subalpine Hochstaudenfluren (Adenostyletalia) kommt es in Gesellschaften der Verbände subalpine Grünerlen-Gebüsche und Hochstaudenfluren (Adenostylion) und subalpine Hochgrasfluren, subalpine Reitgras-Rasen (Calamagrostion arundinaceae) vor.

## Systematik
Je nach Autor werden für Europa wenige Unterarten angegeben:
- Bupleurum longifolium L. subsp. longifolium
- Bupleurum longifolium subsp. aureum (Hoffm.) Soó (Syn.: Bupleurum aureum Hoffm.): Im Rang einer Art kommt sie vom europäischen Russland bis Sibirien und Zentralasien (Kasachstan, Kirgisistan), Mongolei bis zum westlichen Xinjiang (nur im Tian Shan) vor.[9] Die Chromosomenzahl beträgt 2n = 16.[2]
- Bupleurum longifolium subsp. vapincense (Vill.) Todor (Syn.: Bupleurum vapincense Vill.): Die Chromosomenzahl beträgt 2n = 16.[2] Nach Euro+Med ist Bupleurum longifolium subsp. vapincense als Synonym zu Bupleurum longifolium zu stellen.[10]